# 도마뱀하목
도마뱀하목(Scincomorpha)은 뱀목에 속하는 파충류 하목 분류군이다. 첫 화석 기록은 약 1억 7천만 년전, 쥬라기 시기까지 거슬러 올라간다.

## 하위 분류
- 도마뱀상과 (Scincoidea)
  - 밤도마뱀과 (Xantusiidae)
  - 장갑도마뱀과 (Gerrhosauridae)
  - 갑옷도마뱀과 (Cordylidae)
  - 도마뱀과 (Scincidae)
- 장지뱀상과 (Lacertoidea) - 지렁이도마뱀류 (Amphisbaenia) 제외
  - 안경도마뱀과 (Gymnophthalmidae)
  - 장지뱀과 (Lacertidae)
  - 채찍꼬리도마뱀과 (Teiidae)

## 사진

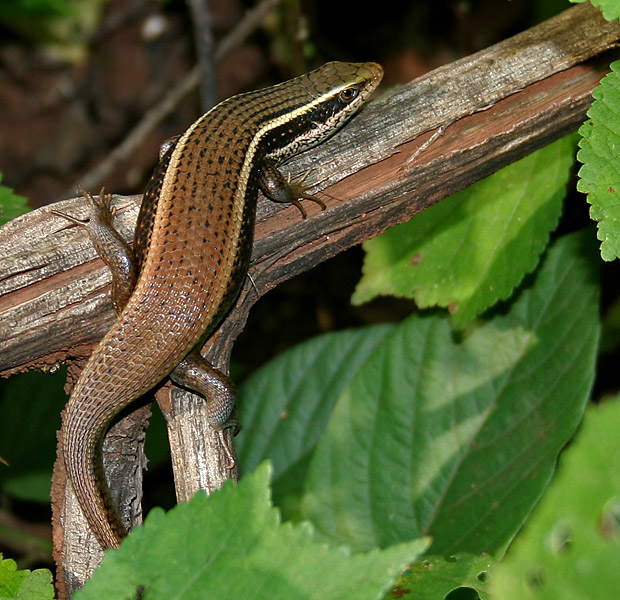
Eutropis macularia